# Georg Herrmann
 Ikke at forveksle med Georg Hermann.
 Ikke at forveksle med George Herrmann.
Georg Herrmann (født 10. november 1871 i Braunschweig, død 16. februar 1963 i Karlslunde Strand i Danmark) var en tysk sangpædagog.